# 阿尔莫丘埃尔
阿尔莫丘埃尔，是西班牙阿拉贡自治区萨拉戈萨省的一个市镇。 总面积32平方公里，总人口50人（2001年），人口密度2人/平方公里。